# Georges Dupré
Georges Dupré, né à Saint-Étienne le 24 octobre 1869 et mort à Paris en juin 1909, est sculpteur et graveur-médailleur français.

## Biographie
Georges Dupré a été l'élève d'Oscar Roty et de Gabriel-Jules Thomas.
Il est membre de la Société des artistes français depuis 1902 ou il obtint une mention honorable au Salon des artistes français en  1893.
Il décroche le Premier Grand Prix de Rome de gravure en médailles et pierres fines en 1896.
Au Salon de peinture et de sculpture, il obtient la médaille de troisième classe en 1899, la médaille de deuxième classe en 1901, puis la médaille de première classe en 1904.

## Œuvres

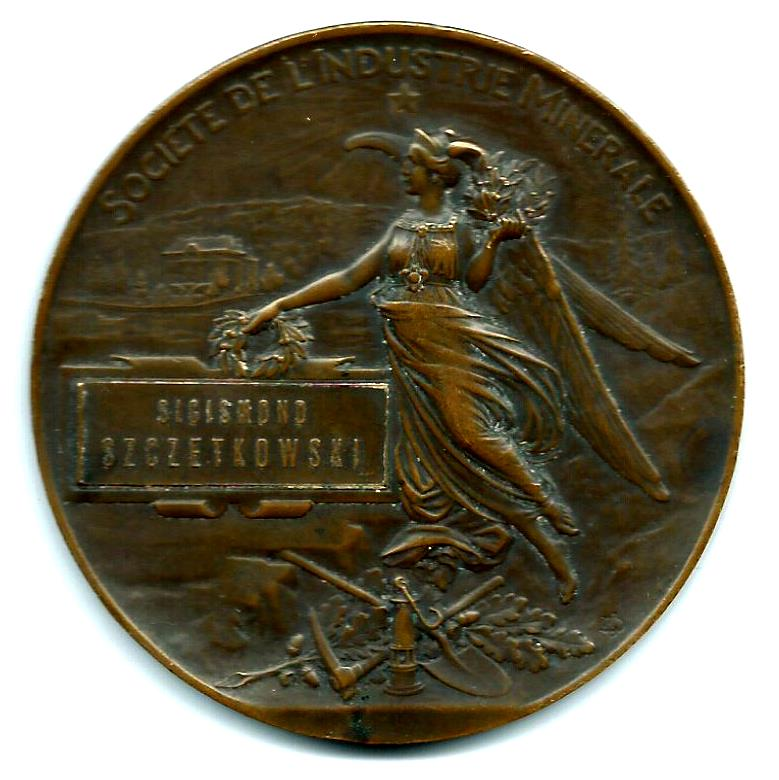
Médaille Société de l'industrie minérale